# 苹果酒

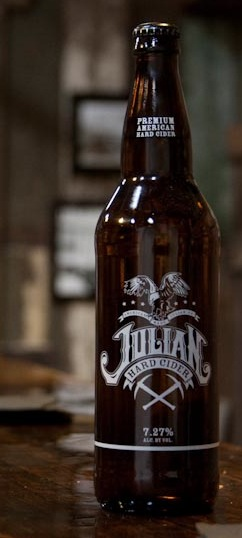
美国的酒精西打

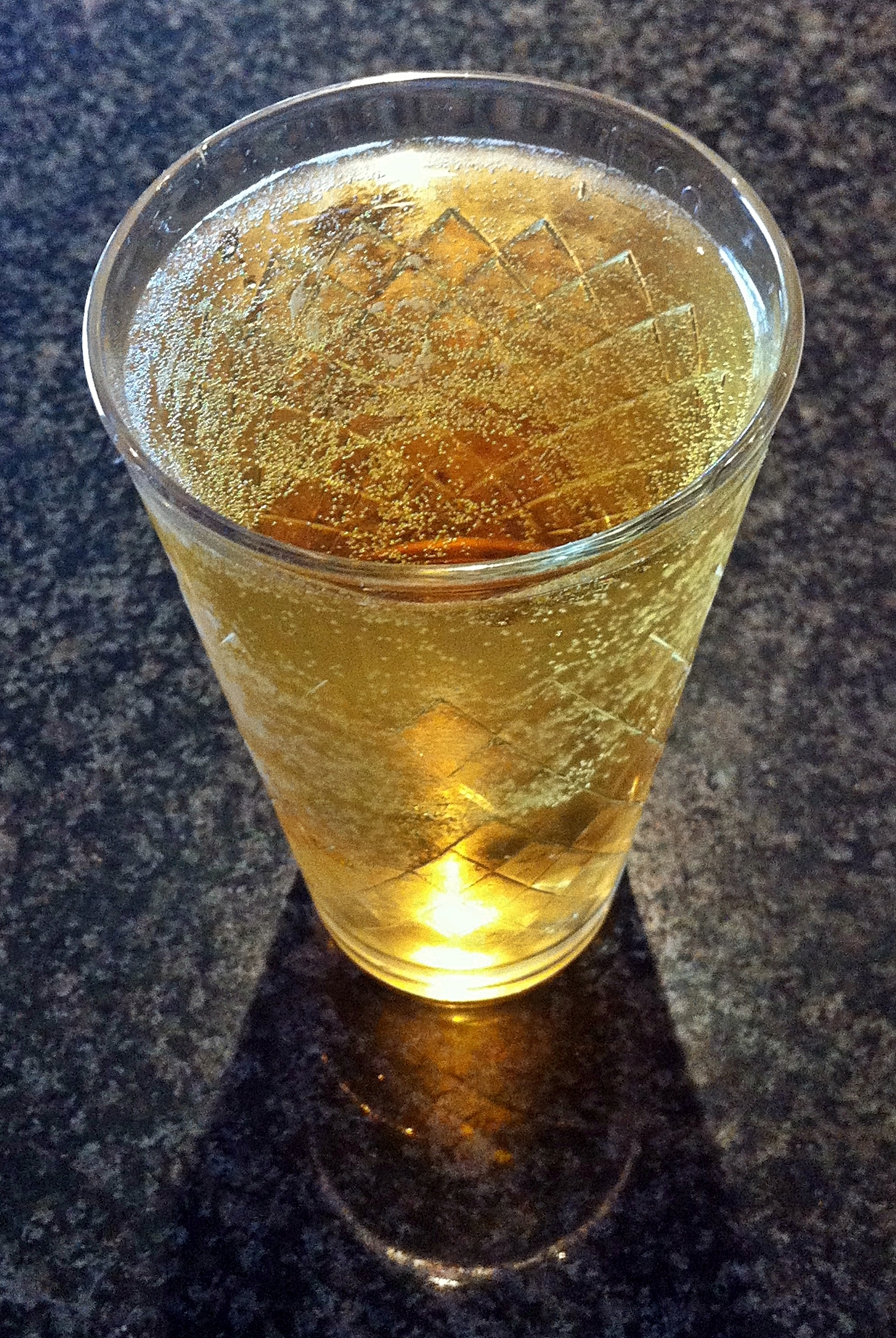
苹果酒，在传统的黑森“罗纹”玻璃杯

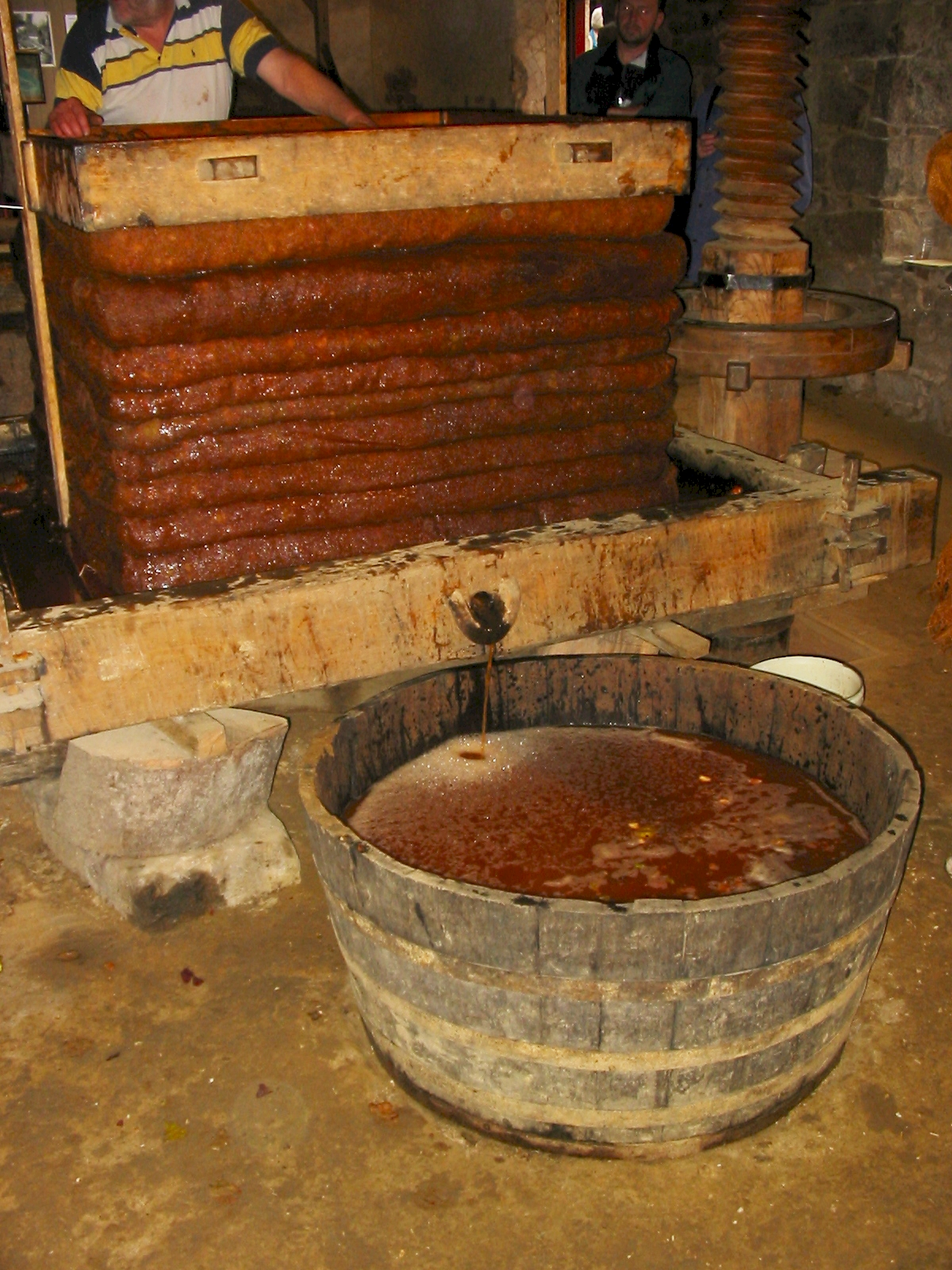
用帆布包着的果渣层

苹果酒（英語：Cider），音译西打，是一种用苹果汁酿造的酒精饮料。它是產量仅次於葡萄酒的世界第二大水果酒，在西歐的英國、愛爾蘭、法國、德國，以及美洲的美國和阿根廷均廣受歡迎。相對比其它水果酒，苹果酒水果的氣味浓烈、甜度高，對於不喜歡喝酒精飲料的人來說适口性非常强。虽然苹果酒可以由各种各样的苹果做成，包括日常超市裡販賣的的食用蘋果，但是有些蘋果酒酒廠會採用专门为苹果酒而培養的“釀酒苹果”來製作。由於苹果酒产量巨大、生產容易而廣泛分佈於各個國家，傳統的苹果酒产地為英国南部和法国西北，而現代則以西歐和北美洲為主。

## 名稱解釋
在北美洲，「西打」可依酒精的有無分為硬西打和軟西打。除了硬西打的稱呼，還有類似的梨酒的“Apple Cider”一詞可以指代蘋果酒，此詞彙僅在美国和加拿大的一部分地区中能指代“不含酒精的苹果饮品”，並非全北美通用。
在台灣，蘋果西打是一款汽水而非酒，只有“蘋果口味的無酒精氣泡飲料”才能被稱為“蘋果西打”，而“非酒精、非氣泡的蘋果飲料”則和其它華人地區一樣直接被稱為“蘋果汁”。

## 定義
- 世界：

多数国家都把蘋果酒定义为“至少含有35%的苹果汁，可加入食品添加剂的飲料”。
- 英國：

在英國則不同，“争取散装啤酒运动”把真正的英國蘋果酒定义为：
“至少包含90%的新鲜苹果汁的产品，不添加香精和色素，禁止使用苹果和梨的人工香精，也禁止發酵前加糖。”
在這個定義之外的則都可以，例如經過發酵几年，水果裡的糖份减少，則可以允许添加砂糖或者甜味剂，也允在發酵后进行稀释。“争取散装啤酒运动”认为在发酵之前就先加入一定量的糖来省去麻煩，在做出酒精濃度為12–14%的蘋果酒之後后又用水把它稀释到8.5%或更低的做法完全不符合“真正的蘋果酒”的定义，因此在英國被嚴厲禁止。

## 苹果酒的外观和种类
苹果酒的口味是变化的，有不同分類法：
1. 从淡到甜。
2. 从浑浊到透明。
3. 颜色从浅黄到橙色再到棕色。

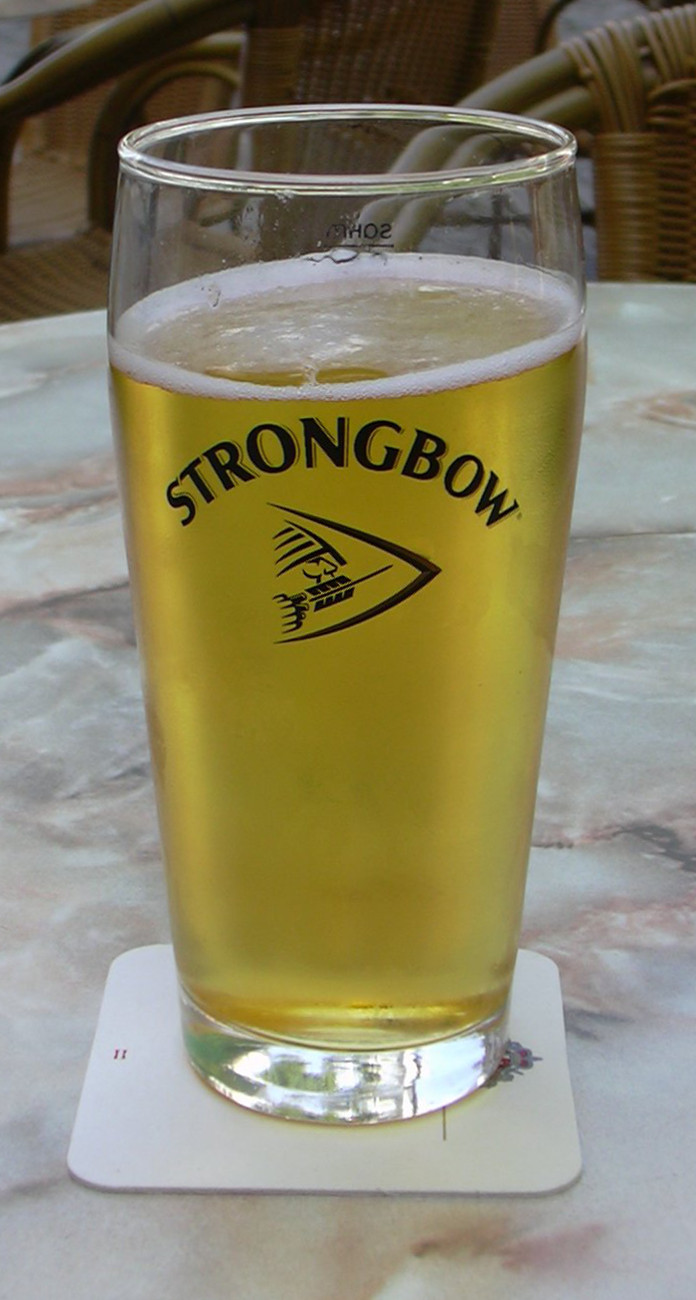
一品脱的Strongbow英國蘋果酒

透明度和颜色的变化主要是因为在压榨和发酵过程中的过滤作用造成的，有些苹果品种在生产果酒过程中无需过滤，酒也非常清晰透明。這些蘋果既可以用以产出“氣泡飲料”，也可以用以产出“水果酒”。目前，氣泡飲料類的蘋果酒更加常見。
现代大批量生产的氣泡苹果酒与氣泡葡萄酒，在外观上看起来非常相似，越是传统的品牌其颜色就越深、越浑浊。通常，这些酒的口味要比批量生产的酒更加有“酒精味”，聞起来有着强烈的苹果氣味。

## 製作方式

### 栽培、採集和研磨
傳統上，只有为釀酒而培養的苹果才能适合蘋果酒，如英格兰的西南各郡和法國諾曼第，而有些地区的苹果酒制造商則會偷懶的採用普通的“食用苹果”代替，不過也有既能作為食用蘋果、也能作為釀酒蘋果的品種，例如英格兰的肯特郡產的蘋果。专门来制作果酒的釀酒苹果，达到几百种。
一旦苹果从果园的苹果树上被采集后，这些苹果就会被研磨成果渣。从传统来讲，这道工序是使用的是圆形磨槽，通过转动研磨石，或者果酒磨坊来完成的。传统意义上的果酒磨坊是手工的，或者是马拉的。现代意义上的磨坊有可能是电力驱动的。然后果肉被转到果酒榨汁机，被一层一层地组合成称为“奶酪”的块状。
传统意义上讲，把苹果榨成汁需要把甜草或纤维布放在果渣之间。在板条状白蜡木架上层叠放置，达到10到12层之多。尽量缩短果渣暴露在空气中的时间是非常重要的，这样可以使氧化程度降到最低。
然后整套设备会不断加压，直到果渣裡的所有“未发酵汁”或果汁被压出。这样的果汁通过粗糙的细孔筛过滤后，放到敞开，或是密封的橡木桶裡。压榨过的苹果肉用来作为动物在冬天的饲料，或做成肥料，或直接扔掉，或用来制成利口酒。

### 发酵

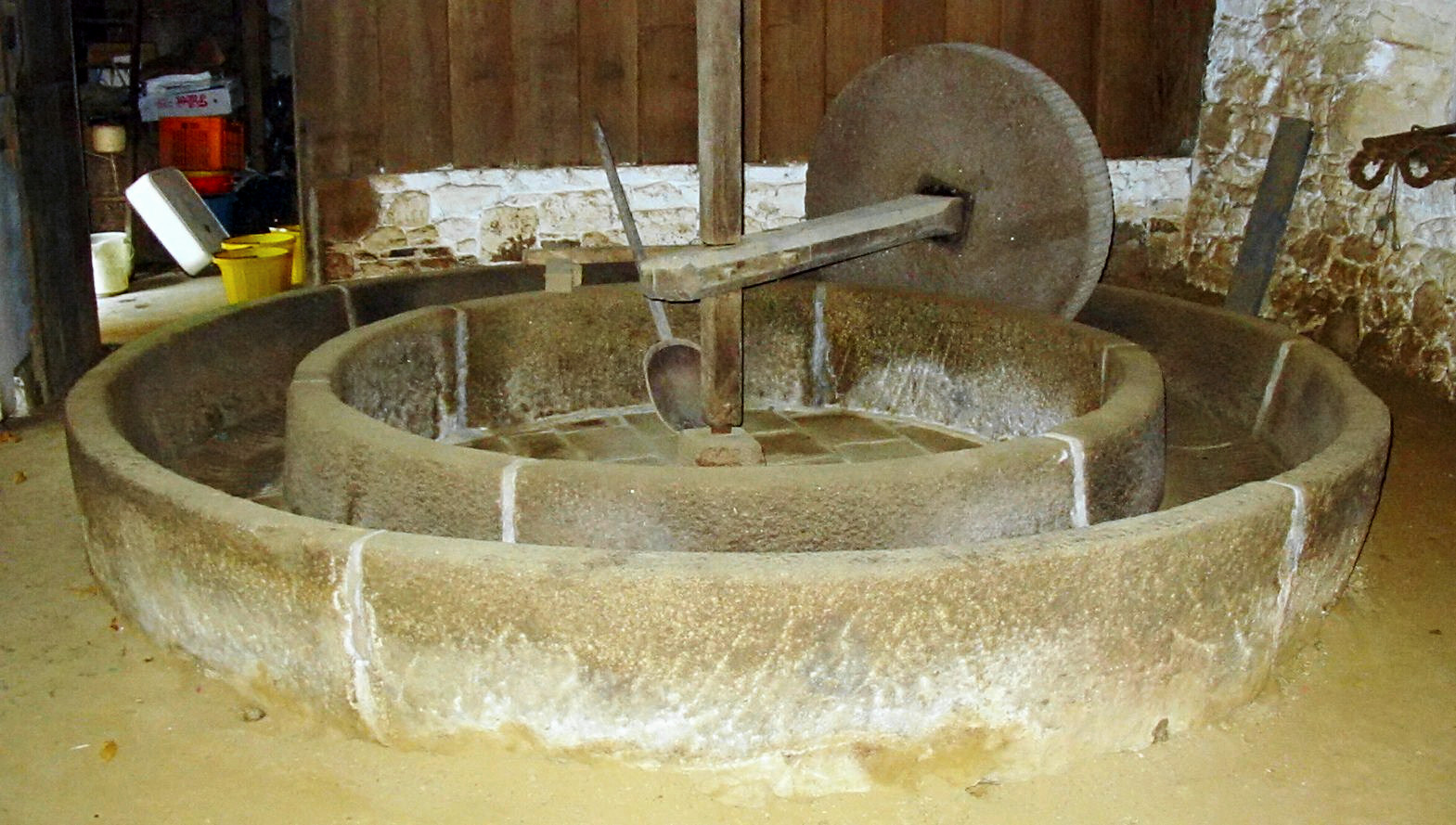
现在，虽然传统的圆形马拉苹果酒榨汁设备很少使用了，但是我们可以看到，作为花园、花卉种植地的装饰品，或者是显示建筑特色的榨汁设备还是大量存在的。

发酵大约在4~16℃的温度下进行。这种温度对大多数发酵过程来说有点偏低，但是对酿果酒来讲却是有利的，因为这样可以使得发酵过程变得更慢，可口的香味流失的更少。
发酵消耗掉所有的糖分后不久，溶液就被“榨出”到一个新容器裡。这可以让死亡的酵母菌和其他不需要的物质留在旧容器底裡。这时，去掉空气传播的乙酸菌是非常重要的，容器应该完全装满来排除空气。剩余的可用的糖经过发酵会生成少量的二氧化碳，形成保护层从而减少与空气的接触。最后的发酵会产生少量的碳酸。为此需要另外加入糖。有时如果溶液仍然非常浑浊，还需要反复压榨。
混有蔓越莓的苹果汁也可以制作上好的苹果酒。还可以加入其他果泥，或香料，比如葡萄、草莓或是树莓。
三个月的发酵期后果酒就可以饮用了，尽管通常情况下，果酒要在容器裡存放三年以上才会成熟。

### 调配和装瓶
对于更大规模的果酒生产来讲，使用不同苹果原料生产的果酒可以根据市场口味进行调配。如果果酒要进行瓶装的话，通常情况下要在发泡酒中另外加入糖。通过使用香槟酒酿造方法可以做出更高品質的果酒，但是这既费时间又费金钱，还需要特殊的软木塞，酒瓶以及其他设备。有些家庭酿酒作坊使用啤酒瓶来装酒，效果非常好，而且也不贵。这可以让果酒进行自然的碳化。

## 蘋果酒的用途
- 開胃酒：在法國诺曼底地区经常使用蘋果酒代替葡萄酒作為開胃酒，諾曼第地區的開胃酒種類是pommeau，这是通过调配橡木桶裡的未发酵的苹果汁和苹果白兰地混合制作而成烈酒，其高度数的酒精阻止了蘋果酒的正常發酵过程，卻讓其口味非常能引起食慾。
- 雞尾酒：在鸡尾酒中使用蘋果酒的頻率異常高，除了科尔酒和蛇酒外、还有黑色丝绒鸡尾酒，在雞尾酒中的蘋果酒基本都可以取代香槟。
- 冰果酒：在加拿大的魁北克，除了有冰葡萄酒以外，還有冰蘋果酒，因為加拿大非常寒冷，苹果在收获前前後都會被冰冻住，而釀酒程序則會趁著蘋果還未解凍時就先行搾果汁，形成獨特的風味，其酒精浓度在9–13%之间。
- 蘋果醋：在華人地區，苹果酒还可以用来二次發酵成醋，其實苹果醋也只是“酒精低、酸味高的蘋果酒”而已，因為其製作過程完全一樣。因高质量的酸度和香味而著名。这种名稱開始於台灣，隨後中國跟進，被商業宣傳為開胃消食、解除便秘、美容的飲料，而實際並沒有那麼大的效果。

## 相近似的水果酒
其他水果也可以做成类似蘋果酒的饮料，基本上除了葡萄以外的其他水果，均會先以蘋果酒作為釀酒的模仿範本，之後才發展出自己獨立的特色。
- 梨酒：在法国和蘋果酒、葡萄酒齊名的第三種水果酒梨酒，即poiré, 同樣也盛产于诺曼底地區。梨酒通过发酵的梨汁制作而成，最初的市场定位是女專用的饮品，以精巧的迷你香槟酒瓶装，但久而久之卻成為了諾曼第當地的特色飲品，逆向流行法國其餘地區；这种酒曾经也在美國非常流行，现在已经过时，但是各种梨酒在歐洲还是有較大市場。
- 柑橘酒：在《論廚藝·二》中，名廚阿比修斯總結出了一種製造柑橘酒的配方，這種柑橘酒適合美式或者英式的、甜度偏高的菜。
- 蜂蜜水果酒：cyser，这是一种用蜂蜜发酵制成的水果酒，其中的重點並非採用哪種水果，而是“使用蜂蜜發酵”，為非洲大部分國家的經典酒類。

## 英国蘋果酒文化
苹果酒在英国很流行，尤其是在英格兰西南部和东安格利亚地区的英式酒館中隨處可見，为世界每年人均苹果酒消费最高的地区，同时还拥有世界上最大的苹果酒生产公司，例如HP Bulmer。英國蘋果酒的酒精度只有1.2%~8.5%，相當於一種略微發酵的水果汁；而在其它歐洲國家中，蘋果酒的酒精含量则可能高达12%。在英国，蘋果酒总是与英国西南各郡的赫里福郡以及乌斯特郡联系在一起，但是威尔士和英格兰的東南地区也會生产蘋果酒，尤其以肯特郡、萨福克郡這两个為多。英國市面上的蘋果酒都會带有強烈的甜味，酒精成份是中度、輕度。最近几年，在英国蘋果酒贩卖出现了井喷现象，“英国国家蘋果酒协会”估计，在英國最少活跃着480多家果酒制造商。2006年，英国每年生产的苹果酒达到了60亿升；从2008年开始，在英国果酒产量中，61.9%的果酒来自欧盟，英国份额占7.9%。

### 節日
- 蘋果樹節：

在秋天，根據英国的傳統，各個家庭或者教會，会在苹果树下举行歐式的祝词会，這種祝詞會是为了祈禱“基督教的上帝能把繁榮施加給蘋果園行業”而举行的。会上提供蘋果酒和蘋果果醬的麵包。蘋果酒節非常古老的习俗，甚至可以追溯到中世纪早期的前基督教時期，這時候基督教在英國尚未普遍流行。
- 萬聖節：

在英國西南地區，在萬聖節上會“把蘋果酒瓶上下搖動，讓蘋果酒像香檳一樣噴射而出”來當做慶祝手段，其原因也是由於英國西南的蘋果產量豐富，可以讓人民在節慶中肆意揮霍。
- 现代果酒节：

是有组织的活动，邀請該地區的上層名流來捧場，一般是為了某個品牌而舉辦的，用來提升蘋果酒或梨酒的销量。不過也有英國的地方政府親自資助，藉由果酒節來帶動當地觀光的氣氛和刺激旅遊業。人们在果酒节上可以品尝和购买各种各样的果酒和梨酒，这種节日還可以和當地的酒吧、公園聯動，變成一場狂歡節。

### 种类
按照傳統文化分：
- 西南部各郡的傳統：蘋果含量極高的釀造方法，因而“鞣酸”更丰富，口感强烈甜膩。
- '东肯特郡、东安格利亚郡的传统：采用低蘋果成份，此種蘋果酒更加適合於烹调、甜点、或者醃漬水果。肯特蘋果酒，例如Biddenden's, Rough Old Wife 以及Theobolds都属于这一类。它们的顏色更加透明，酒香更浓但口味更淡。

按照生產方式分：
- 小农场主酿酒：这些蘋果酒通常又酒精又是碳酸饮料，可作為果汁享用，外观呈浑浊的橘黄色。在英國西南部各郡，这样的小农场有很多。這些農場裡的工人可能擁有非常多的传统蘋果酒知識，在古法釀造下的這類型蘋果酒产量很低，通常只有在一年的某個期间才會进行买卖。
- 大批量工業酒廠生产：早在19世紀的工業革命時代，英國就有很多酿酒厂開始生产批量的蘋果酒，比如Strongbow 和Blackthorn果酒，這些大批量生產的蘋果酒為当地酒吧和商店提供了穩定的貨源。

按照顏色分：
- 薑黃色：呈現生薑一樣的灰黄色，过滤后液体变得透明。有些例如Bulmers的产品，會经过高温杀菌并强制加入碳酸氣泡。
- 透明无色：被稱為“白色蘋果酒”，这种蘋果酒的酒精濃度是7~8% ，而且價格也比薑黃色蘋果酒來的便宜。在英国，大批量生产的白色果酒的品牌包括White Lightning, Diamond White, Frosty Jack, 以及 White Strike。

### 商业化的果酒
通过体积计算酒精度，果酒消费税比其他饮料税要低。从2011年起，每百升果酒的酒精度相当于7.5%，消费税是每百升35.87英镑。而100升佐餐葡萄酒或者波普饮料消费税是241.23英镑。酒精度在5.5%以下的葡萄酒收税是102.21英镑。7.%的啤酒每百升是139.28英镑，等价烈酒的消费税达到了191.40英镑。
1996年以前，实际酒精含量在7.4%的果酒可以在标签上注明8.4%。这是因为当时的消费税是按照酒精度的实际消费量来计算的，按照当时的贸易描述法规定，允许在标签上上浮1%的酒精度。当时的自制果酒是按照7.8%——8.4%的酒精度来销售的，政府不清楚人们究竟是更喜欢昂贵味重的饮料呢，还是喜欢味淡，便宜的饮料。
直到2005年，市场上销售的主要还是自制果酒品牌，几乎按照50%的额外费用促销，3升7.5%的果酒可以卖到2.99英镑。Scottish Courage拥有自己的品牌，而且决定当年把酒瓶的容积限制在2升，并把这当作一种负责任的饮酒战略。公司的发言人谈及白色果酒时，说：“这是在英国买酒的最便宜的方式。这相当于这些天来的零花钱。没有其他任何酒类像白色果酒一样遇到过类似的挑战。一个三升的塑料瓶装果酒所含酒精几乎是一个男性饮酒者一周的酒精摄取推荐量。”（和28个单位的酒精摄取推荐量相比，225毫升白色果酒所含纯酒精是22.5个单位。）这使得白色果酒的销售出现了70%的下滑，但是却增加了那些更弱，效益更好的品牌的销售。其他制造商也随之跟进，增加价格，同时废除3升的酒瓶。
7.5%的果酒价格上升使得销量大的果酒销售提升了5%，超市里的这些果酒包装仍然是3升瓶。
从2010年开始，HM税收与海关局就已经宣布，要称之为果酒的饮料必须包含至少35%的苹果汁或梨汁，必须经过至少1033度的提前发酵，这样的果酒就会出现低税率的优势。

### 英格兰的西部
西南部各郡生产的浑浊而且没有过滤的果酒通常为称之为“烈性苹果酒”，这时一个地方方言，主要用来描述使用小苹果，或萎缩的苹果制作的果酒。产自格劳斯特郡，赫里福郡和乌斯特郡的果酒采用的是传统配方酿造的，欧盟授予为“受保护的地理指示”。在萨姆斯特郡地区只有25家果酒生产商，很多厂商都是家庭式小作坊。历史上讲，德文郡，威尔特郡，多塞特郡，康沃尔郡和沙姆斯特郡的农场劳动力每日都可以收到部分以果酒形式支付的报酬。从当地很多风俗习惯上，比如“庆酒宴”，都可以看到早期果酒的重要性。
英格兰西部大规模的生产商包括在萨姆斯特郡桑德福的撒切尔果酒厂，赫里福郡的Bulmers厂（Strongbow的制造商），还有Brothers Cider和Gaymer Cider Company果酒厂，这两个果酒厂都位于萨姆斯特郡谢普敦玛丽特的小镇上。在赫里福郡的玛奇马科尔地区还有韦斯顿果酒厂。在17到18世纪，德文郡出现了与果酒消费有关的铅中毒事件，19世纪早期发起了一场清除果酒榨汁机里的铅的运动。在赫里福郡，作为果酒甜料的含铅盐被添加到果酒当中，也导致了铅中毒事件，因而果酒卖的比糖还便宜。

### 威尔士地區
威尔士语把果酒叫做“seidr”。果酒作为工人的饮料，都是在农场通过小规模生产酿造的，20世纪已经消失了。但是在21世纪威尔士苹果酒和梨酒生产开始大规模复苏，很多小公司进入到生产领域。“争取散装啤酒”运动极大地推动了这一趋势，在“争取散装啤酒”节上，威尔士的苹果酒和梨酒也因此赢得了很多大奖。同时，果酒集团的成立（比如英国果酒集团，威尔士果酒协会）搅乱了果酒制造商之间的交流。威尔士的苹果和梨品种与英格兰的有所不同，这样威尔士的果酒在口味上与周边地区就很不一样。

### 苏格兰地區
苏格兰果酒生产大都是小规模的，比如Thistly Cross 和 Waulkmill Cider就是比较小的生产商。当地贩卖的果酒主要利用产自苏格兰的苹果酿造而成。Thistly Cross生产的是具有果香味的果酒，并在苏格兰地区的维特罗斯商店销售。而Waulkmill Cider生产的果酒原料是邓弗里斯盖维尔地区的苹果，主要在农场和节日上销售。

## 法国蘋果酒和梨酒

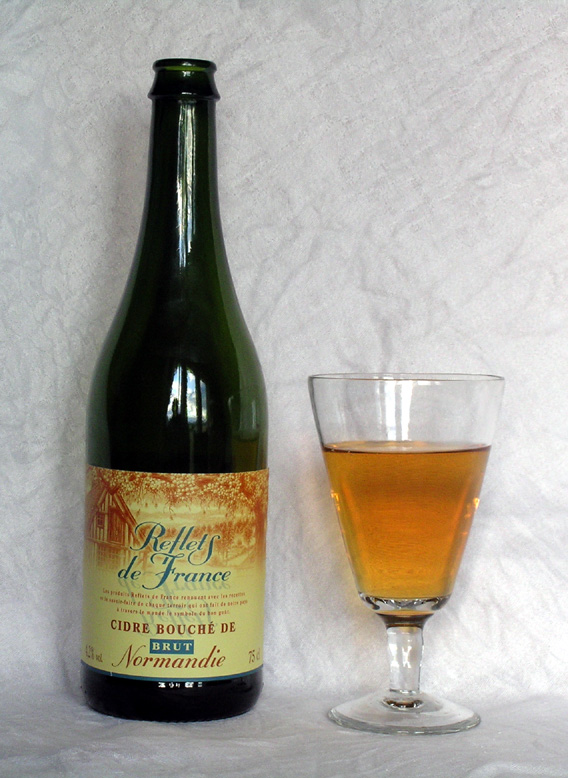
A诺曼底生产的Cidre bouché蘋果酒

法国的蘋果酒和梨酒是一种含醇饮料，主要生产地集中在诺曼地和布列塔尼，在法國，不适宜种植葡萄的土壤反而比較適合種植蘋果和梨，因此蘋果酒和梨酒經常被歸為一類，作為葡萄酒的溫和版本而出現。很多法国蘋果酒和梨酒都是氣泡酒，其中高质量的梨酒會被挪用去製作更加高級的香槟，其包裝风格也類似香檳。法國的很多水果酒是用软木塞、綠色瓶來灌装的，但是像一般的啤酒瓶、可口可樂瓶的盖子也有少數。直到20世纪中期，法国的蘋果酒是除了葡萄酒以外的第二大酒精饮料。但是在21世紀之後，因為美式休閒文化的影響，非传统蘋果酒、梨酒的生产区，第二大酒精飲料的地位逐漸被啤酒超過。
- 诺曼底：产自诺曼地的卡巴杜斯苹果酒和普通蘋果酒則有著不能相提並論的地位，因為其歷史文化的原因，甚至在征服者威廉時期影響了英國的蘋果酒發展。卡巴杜斯苹果酒和苹果白兰地是由果酒蒸馏而成的。卡巴杜斯苹果酒在诺曼底生产，而不仅仅在卡巴杜斯省。它是通过对果酒进行两次蒸馏而制成的。第一次后，液体的酒精度在28–30%之间。第二次后，酒精度增加到大约40%。
  - Cidre doux：有明顯水果甜味的蘋果酒，所含酒精度在3%。Demi-Sec果酒在3~5%之间
  - Cidre brut：酒精度在4.5%及以上的乾果酒，由風乾的蘋果片做成。
  - Poiré：法國最著名的梨酒，發源地是下诺曼底的奥恩省的Domfrontais，世界聞名。
  - Calvados du domfrontais：是由低甜度蘋果酒和梨酒Poiré混合而成，經常作為法國菜的結尾而出現。
- 布列塔尼：布列塔尼的蘋果酒經常在可麗餅店中一同販售，有無酒精的均有。裝蘋果酒的容器為陶瓷瓶，而不是玻璃瓶。
  - 科尔酒：是一种开胃鸡尾酒，采用蘋果和黑醋粟一起酿造而成，而法國其它地區的科爾酒則是用的白葡萄。
  - Lambig：是用蘋果酒二次蒸餾制成的烈酒。第一次蒸馏后，液体酒精度在28%–30%，第二次蒸馏后，酒精度含量会达到大约40%。布列塔尼果酒生产采用的是酿酒桶技术。在酿酒桶的压榨苹果汁里加入钙氧化物和特殊的酶，可以产生蛋白质并沉淀到桶底便于去除。这会减少酵母菌里可用的蛋白质数量，进而使得果酒完成发酵过程，但是糖仍然可用。这样酿造的结果是饮料更甜，酒精度更低，同时在没有蒸馏的情况下，仍然保留了完整的苹果香味。
- 法屬巴斯克：法国西南部的巴斯克地区也产蘋果酒，稱為“乾果酒”。特點是使用“風乾過後的水果釀造”，並不只局限在蘋果或梨。这里生产的乾果酒和西班牙巴斯克地区的乾果酒係出同門，基本相同。
- 加拿大魁北克：
  - 苹果白兰地：是法國殖民加大拿期間創造的蘋果酒，於加拿大魁北克地区生产，酒精濃度極高、容易上癮。主要是通过传统的冰冻蒸馏法或者是蒸气蒸馏法对蘋果酒进行浓缩。传统的冰冻蒸馏法中，装有果酒的橡木桶会放置在冬天的户外。当温度足够低的时候，果酒中的水开始结冰。如果冰移开，更加浓缩的酒精溶液就留在了橡木桶里。如果这个过程重复的足够多，温度也足够低的话，果酒的浓度按体积计算会提高到30–40%。在冰冻蒸馏法中会出现自然发酵而产生的甲醇和杂醇油，这些副产品会对果酒的浓缩产生不利影响。如果有规律的使用加热蒸馏，这些毒素会被分离。在除了加拿大法語區和法國以外的世界大多數国家，自行生产這種苹果白兰地是非法的，稍有不慎就會產生中毒。

## 其它國家的蘋果酒
在快速长途运输开发之前，蘋果酒的消费均集中在苹果园眾多的國家或区域。例如：RA 弗莱切在《Liber Sancti Jacobi》一书中说到，据说在12世纪的西班牙的加利西亚，蘋果酒比葡萄酒要更加普遍；但是到了21世紀的現代，則暢通無礙，更多時候，蘋果酒是作為一種文化記憶而被遺留。

### 阿根廷
在阿根廷，果酒是到目前为止圣诞节或新年期间最为畅销的含酒精碳酸饮料。传统意义上的理解认为，这都是选用的中低端果汁，而高端果汁则制成了香槟酒供圣诞节或新年酒会饮用。流行的商业品牌有Cortesía', Real, La Victoria, Del Valle, La Farruca 和 Rama Caída。市面上销售的通常是0.72升玻璃瓶或塑料瓶装果酒。阿根廷是南美洲的最大苹果酒生产和消费国，原因是接受英、法、德、西班牙一名較多，白人成份為南美最高，蘋果酒尤其在尼奥内格罗省和门多萨省受歡迎。

### 澳大利亚
蘋果酒的构成是符合澳大利亚和新西兰食品标准法则的。这种构成表明，蘋果酒源自于新鮮蘋果汁，蘋果汁或未发酵的梨汁不得超过25%。从到达澳大利亚早期开始，果酒就已经在本地生产了。果酒最初只是为了本地范围内有限使用，国家的商业流通和销售由两大品牌所垄断：Mercury 和Strongbow。2005年早期，其他新的制造商加入进来，包括Three Oaks Cider, Pipsqueak 和 5 Seeds Cider，同时还有进口品牌，像Magners, Weston's, Monteith's, Kopparberg, 和Rekorderlig。
除了歐式的蘋果酒，在塔斯马尼亚岛，當地原住民也有種植釀酒苹果的传统。
随着人们对蘋果酒兴趣的增加，本地制造商的数量也开始增加了。有些蘋果酒制造商试图使用更传统的方法和更传统的酒苹果来酿酒。新南威尔士州的南部高地就是这样一个地方，这里正经历着传统酿酒方式的复兴，主要品牌有只使用本地原料的Sunshack。塔斯马尼亚地区因为“苹果岛”而著名，在果酒酿造方面也采用了复古的方法。Capt.Blighs 'Tasmanian Cider'是最新的制造商之一，采用的酒苹果来源于Huon谷地和海峡地区。Huon果酒是塔斯马尼亚的新诺福克生产的，采用的原料是斯特姆苹果，19世纪30年代以来就在该地区广泛种植。Henry of Harcourt 和 Bress cider（都产自维多利亚的哈克特）是两种最复杂，最有趣的果酒，市场上可以买到。其他的小品牌则依赖于家用水果（是标准的食用苹果—从超市到烹调）。维多利亚的亚拉河谷地区的制造商有Coldstream , Kelly Brothers ，还有 Napoleone & Co。布里奇路酿酒厂和阿姆利特酿酒厂位于维多利亚的比曲尔斯，都生产果酒。南部澳大利亚的精品果酒商包括Lobo (Adelaide Hills), Thorogoods (Burra) 和Aussie Cider (Barossa)。在西澳大利亚西南地区，尤其是在产葡萄酒的地方，果酒生产商的数量也在上升，主要分布在西澳大利亚的丹麦、彭伯顿和玛格丽特河地区。
2008年晚期以前，果酒销量就在增加，因为当时在英国流行的是Magner's的“混着冰香槟喝”，以及RTD的酒税有关的法律变得更轻。在2009和2010年酒产品的销售百分比达到了最大

### 奥地利
西打酒是一种用苹果汁酿造的酒精饮料。西打酒的酒精含量占总体积百分比的2%~8.5%，如果在英式西打酒中，酒精含量还会更高。在一些地区，例如德国和美国，西打酒会被称作“苹果酒”。在奥地利，蘋果酒生产主要在下奥地利州的西南地区，也就是所谓的“最美精品街”，还有上奥地利州和史迪尼尔州的部分地区。那里的每一位农场主都有一些苹果树或者梨树。很多农场主还拥有叫“最著名的出售新酿葡萄酒”的小型旅馆。旅馆可以提供果酒和食物，蘋果酒被称之为最。

### 比利时
苏格兰和纽卡斯尔拥有比利时的蘋果酒制造商Stassen SA，该制造商还拥有自己的品牌，比如：Strassen X Cider，还生产Strongbow Jacques,，这是一种含有樱桃、树莓和黑醋粟香味，酒精度在5.5%的果酒。建在Konings NV的Zonhoven为欧洲零售商从事自有品牌的生产，还为饮料产业提供各种口味和包装选择。

### 加拿大
魁北克果酒被认为是传统的酒精饮料。通常用750毫升的瓶灌装销售，酒精度一般在7%到13%之间（开胃酒的酒精度可以达到20%），可以取代葡萄酒。但是在英国统治早期，蘋果酒制造是被禁止的，因为它直接与已有的英国酿酒商利益相冲突（最著名的是约翰·摩尔松）。最近几年，市面上出现了一种独特的果酒：冰果酒。这种果酒由苹果制成，所用苹果要求是自然霜冻后含糖度高的品种。
在安大略省，蘋果酒或苹果酒经常是家酿的。蘋果酒在不列颠哥伦比亚省、新斯科舍省、新不伦瑞克省和安大略省得到了商业性生产（有大大小小的生产商），这些酒的酒精度是7%。售卖的是341毫升的玻璃瓶装酒，和2升的塑料瓶果酒。通常情况下不会额外加糖。

### 海峡群岛
沿诺曼底的海峡群岛有着非常悠久的果酒制造历史。从16世纪开始，蘋果酒就变成了泽西地区人们的日常饮品，当时，蘋果酒出口产生的商业机会使封建的开放式农业转化成了圈地农业。直到19世纪，果酒才成了出口最大的农产品，而四分之一的农业用地变成了果园。比如，在1839年，从泽西地区出口到英格兰的果酒量达到了26.8199万英国加仑，1834-1843年期间，从戈恩西出口的果酒达到了50万英国加仑，但是到了1870年，从泽西地区出口的果酒锐减到4632英国加仑。
在主要的出口市场上，啤酒作为一种时尚饮品代替了果酒。随着人口的城镇化，甚至在家庭市场，也趋向于啤酒消费。19世纪40年代，土豆作为泽西地区最重要的农作物，已经取代了果酒，而且在戈恩西地区，暖房种植土豆的重要性也在增加。只是保持着为国内消费而进行的小范围内的果酒生产，这种生产只是作为布列丽塔和诺曼底本土的工人的季节性工作而保留着。但是20世纪中期，果酒生产开始减少，到1983年，只有8个农场为了自己的消费还在进行着果酒生产。
蘋果园的数量减小到非常少的程度，1987年的暴风雨毁坏了很多果树，岛上损失了很多苹果树品种。后来大家齐心协力，确定并保护了尚存树种，于是新的果园又开始种植起来了。作为多元化的一部分，农场主开始进入了果酒商业化生产，人们开始庆祝果酒的传统，并把传统的酿酒经验推向市场。目前，在泽西地区，商店里销售的一种大约7%的果酒品种，还销售一种叫bouché 风格的果酒。
在泽西地区，果酒可以用来做一种传统的腌制食品—法式黑椒牛油大虾。

### 智利
从殖民时代开始智利就开始生产果酒。南部智利所产果酒几乎占据了国内全部产量。智利人把蘋果酒（事实上是一种发泡酒）和苹果吉开酒（一种家庭生产的，质量不高的果酒）说区别对待的。

### 捷克共和国
捷克共和国生产蘋果酒的历史不长。第一个主要的蘋果酒生产商是company Mad Apple，从2007年开始就一直在生产果酒。Mad Apple生产的蘋果酒五分甜，含有6%的酒精度，是在英国风格基础上酿造而成的。捷克公司生产果酒的原料来自于易北河平原的未发酵纯苹果。Mad Apple 苹果酒制作起源于莫拉瓦河流经捷克共和国的部分，在那里农业种植占有明显优势。这一地区专门从事葡萄酒生产。大多数果酒也从英国进口到捷克共和国。最著名的进口品牌有Strongbow, Rekorderlig, Magners, Bulmers 和Green Goblin。为了自己能够享用，现在的种植主也开始自己生产果酒了。

### 丹麦
丹麦尽管有着悠久的苹果种植历史，但是其果酒产量却不是很大。丹麦国内生产蘋果酒的六个地方是Pomona (2003年开始), Fejø Cider (2003年开始), Dancider (2004年开始), Ørbæk Bryggeri (2006年开始), Ciderprojektet (2008年) and Svaneke Bryghus (2009年开始)。所有的产品都受到英国和法国果酒风格的影响。2000年以来，蘋果酒进口开始大大增加，以前的蘋果酒只有来自瑞典的产品，而且是无醇果酒。丹麦市场上蘋果酒主打品牌是CULT A/S。在2008年，嘉士伯正式推出了一种有醇蘋果酒—Somersby Cider，这是一种酒精度在4.7%的果酒。

### 日本
日本的蘋果酒指的是一种类似于雪碧的软饮料，或是类似于英国的柠檬水。朝日公司生产的三津谷果酒非常流行，用PET瓶装方便储运，听装蘋果酒供自动售货机销售。

### 韓國
韩国销售的蘋果酒和日本一样，但是在制作过程和包装形式上有所不同。在韩国，乐天公司生产的蘋果酒Chilsung Cider最流行，主要在便利店和当地旅馆进行销售。

### 芬兰
在芬兰，蘋果酒作为最常见的饮品之一，排在啤酒之后。最著名的品牌是Golden Cap, Fizz 和Upcider。都是典型的酒精度在4,5-4,7%的蘋果酒。实际上，所有的芬兰果酒都采用发酵苹果（或梨）汁生产，口味集中在森林莓和大黄，香草味之间。

### 德国
德国的果酒通常叫做苹果酒，当地著名的果酒是Ebbelwoi, Apfelmost (未发酵苹果), Viez (来自拉丁语，是葡萄酒的替代品), 或者 Saurer Most(酸性未发酵果酒)，这些酒的酒精度含量在5.5%–7%之间，微酸。
- 德国：的莱茵州、黑森州以及其他地区，德國的苹果酒不僅可以喝，也經常用於而二次加工，例如做蛋糕、餅乾、奶油、調味等。

德国果酒的生产和消费集中在黑森州地区，尤其是在法兰克福，特劳和奥登瓦尔德地区，在萨尔州的Moselfranken和梅尔锡和特里尔地区，还有萨尔河下游地区和与卢森堡交界地区，以及斯瓦比亚的内卡河地区，在这些地区有几家大型酿酒厂，还有无数的小型，私营生产商，大都使用传统酿造配方。官方的果酒之路通过Saarburg顺着边界连接卢森堡。

### 印度
印度蘋果酒主要产自北部地区的喜马凯尔帮。采用苹果、梨、梅子、桃子和其他水果酿造而成。而且主要由州立公司负责经营，比如：喜马凯尔帮水果营销与加工公司，还有私营企业，比如Minchys公司（在Wonderwyne品牌名下的公司），以及绿谷公司和Gold Home。

### 爱尔兰

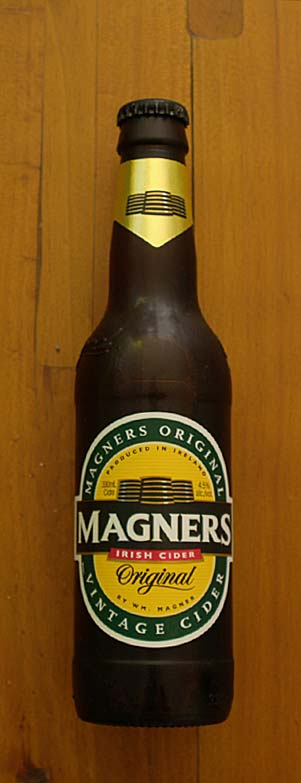
Magners果酒

在爱尔兰，受到英國殖民統治的影響，各種英國產的苹果酒在愛爾蘭均有類似版本，但是愛爾蘭更加傾向於使用綠色的青蘋果釀酒，而非紅色或者黃色的蘋果。青蘋果酒是非常流行的饮料，长期以来，官方通过优惠的税收政策鼓励并支持青蘋果酒生产。单一品牌的青蘋果酒Bulmers占据了爱尔兰的销售市场，该品牌属于C&C公司，由位于蒂伯雷利的柯南梅尔有限公司生产，直到1949年为止，爱尔兰的Bulmers与英国的Bulmers公司一直有着历史渊源。C&C公司在爱尔兰共和国外还拥有自己的品牌Magners。在爱尔兰，加冰果酒很受欢迎，广告中也有广泛宣传。Cidona是Bulmers的无醇果酒，是爱尔兰非常受欢迎的软饮料，曾经是C&C公司的品牌。

### 意大利
在意大利北部苹果生产区，蘋果酒酿造曾经非常广泛。但是法西斯统治期间出现了显著下滑，原因是禁止工业生产含酒精饮料法律的颁布，该法律规定，蘋果酒饮料酒精度不得超过7%，目的是为了保护葡萄酒制造商。虽然现行的法律法规有利于蘋果酒制造商，但是生产还仅仅局限于阿尔卑斯山少数地区，主要分布在特伦蒂诺地区和皮埃蒙特，这里因vin ëd pom 苹果酒（ 也叫pomada）而著名，因为传统酿造工艺是把苹果放在橡木桶里和葡萄渣一起发酵，形成一种特有的似红非红的颜色。在税收上和其他饮料没什么区别。很多意大利人都不知道还有蘋果酒，这使得在意大利的很多地方，果酒变得不一样，也很难找到可以喝果酒的地方。

### 卢森堡
在卢森堡，viez更像是英国的苹果烈酒。这种酒颜色浑浊，从无醇到高浓度酒精的蘋果酒都有。只是在秋天酿造。

### 墨西哥
在墨西哥只有两种蘋果酒出售。一种是流行的苹果味的碳酸饮料，和大量其他品牌的软饮料一起销售，比如Sidral Mundet 和 Manzana Lift（这两种都是可口可乐公司品牌）。另外一种是含醇蘋果酒，这时一种发泡酒，使用香槟酒瓶灌装销售，其酒精度和啤酒差不多。由于进口香槟酒成本太高，在墨西哥除夕酒会上，果酒有时也用作香槟酒的替代品，因为它也是一种带水果味的甜饮料。但是，现在蘋果酒主要用于平安夜和家人聚会，而香槟酒则用于新年期间和朋友饮用。果酒饮料在墨西哥含醇饮料市场占据的份额较小，2009年销售才达到3800万升。

### 荷兰
在荷兰，蘋果酒不像周边国家那样到处可见。2007年，喜力啤酒公司在全国范围内的酒吧里对一种叫Jillz的果酒进行了调查。这种饮料是喜力公司的主打果酒品牌（其实是一种混有水果味的发泡啤酒）。它提升了在女性中的地位，成了啤酒之外的另一种选择。同时，Strongbow作为第二品牌，也被引进了，可以增加消费者的选择。按体积计算，两种蘋果酒都含有5%的酒精度，类似于荷兰的一种典型的生啤。从2009年起，很多超市都销售这两种优势品牌的果酒。其他品牌主要是Magners 和Savanna Dry，在精品店销售。

### 新西兰
在新西兰，很多公司都生产和（或）销售蘋果酒，还有很多蘋果酒精品屋，包括南岛斯托克的McCashins Brewery以及建在玛塔卡拉小镇上的Zeffer brewing Co，他们主要是通过刚刚压榨的水果里酿造干蘋果酒。位于南岛西海岸格雷茅斯的Monteith's Brewery生产的一种苹果酒和梨酒提升了国际知名度，尤其是在澳大利亚市场上。建在北岛尼尔森的Old Mout Cider因为在果酒产业上的创新而闻名，他们在蘋果酒中混合了水果酒，然后制成水果蘋果酒，水果包括博伊森莓和费约果。

### 挪威
在挪威，果酒是自然发酵的苹果汁。梨子汁有时也加入一点苹果，这样可以使发酵开始的进程变快。主要产地在公认的“水果之乡”或者“苹果园”—哈丹格地区。
根据挪威冗长而复杂的限酒法律的规定，只有三种品牌的氣泡酒（酒精度在10%左右）允许通过垄断机构—当地酒局向挪威公众进行销售。这三种品牌的果酒是Hardanger公司生产的 Hardanger Sider Sprudlande, Bergen  公司生产的Krunesider ，以及Hardanger公司生产的 sourcing apples, Lier公司生产的Liersider。为了符合1975年的禁酒令法律，广告宣传只能针对酒精度不超过2.5%的酒精饮料。不管媒体如何反应，产品也不能过度宣传。
虽然无醇碳酸饮料也可以称之为“蘋果酒”，但是低酒精的果酒还是到处可见，大多数品牌是从瑞典进口的。

### 巴基斯坦
无醇，苹果味的碳酸饮料在这个国家非常普遍，当地品牌有Mehran Bottler 的苹果酒以及Murree Brewery的Bigg Apple。

### 南非
南非主要生产两种品牌的蘋果酒，分别是Hunters Gold 和 Savanna Dry，通过Distell Group Limited生产和分销。作为啤酒的替代品，Hunters Gold于1988年首先引入南非，包括Hunters Dry and Hunters Export。而Savanna Dry蘋果酒是1996年，当作Light Premium的替代品引入南非的。还有一个著名的小品牌是产自Elgin谷地的Everson's，和主流品牌相比，其干度和酒精度都要高，主要是传统工艺酿造，装瓶之前要放在橡木桶存放多年。

### 西班牙

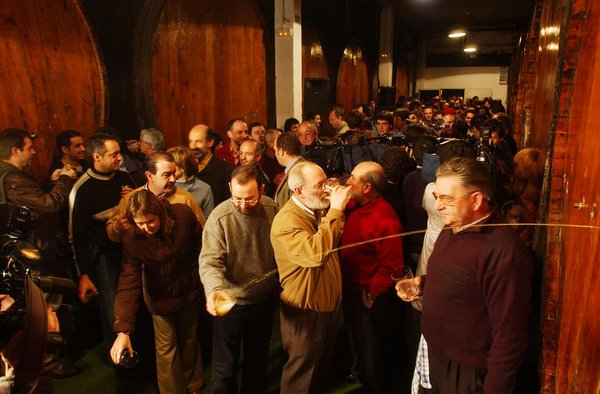
巴斯克地区的巴斯克人在果酒屋饮果酒。

西班牙北部几个地区有着蘋果酒酿造和饮酒传统，多產於巴斯克、阿斯图里亚斯公国和加利西亚地区，均為西班牙北部區域，因為氣候原因，更加利於種植蘋果。
蘋果酒在巴斯克地区流行已经有几百年历史了。19世纪，在比斯卡亚，阿瓦拉省，和纳瓦拉，Txacoli 和Rioja果酒更加流行，而且吉普斯跨省的果酒文化仍然很浓厚。从20世纪80年代开始，政府和烹饪协会共同努力，要改变巴斯克地区的这种文化。不管是喝瓶装酒还是在蘋果酒屋都可以喝醉，而且果酒屋的果酒是从橡木桶里放出来的。虽然很多果酒屋都位于吉普斯跨省的北部，但是在吉普斯科瓦（位于纳瓦拉和北巴斯克的西北部）都可以找到果酒。
品酒会在吉普斯跨的巴斯克省是非常流行的，巴斯克省沿街分布着酒架，直到存货卖空之前，人们都可以用低廉的价格买到各种品牌的蘋果酒。

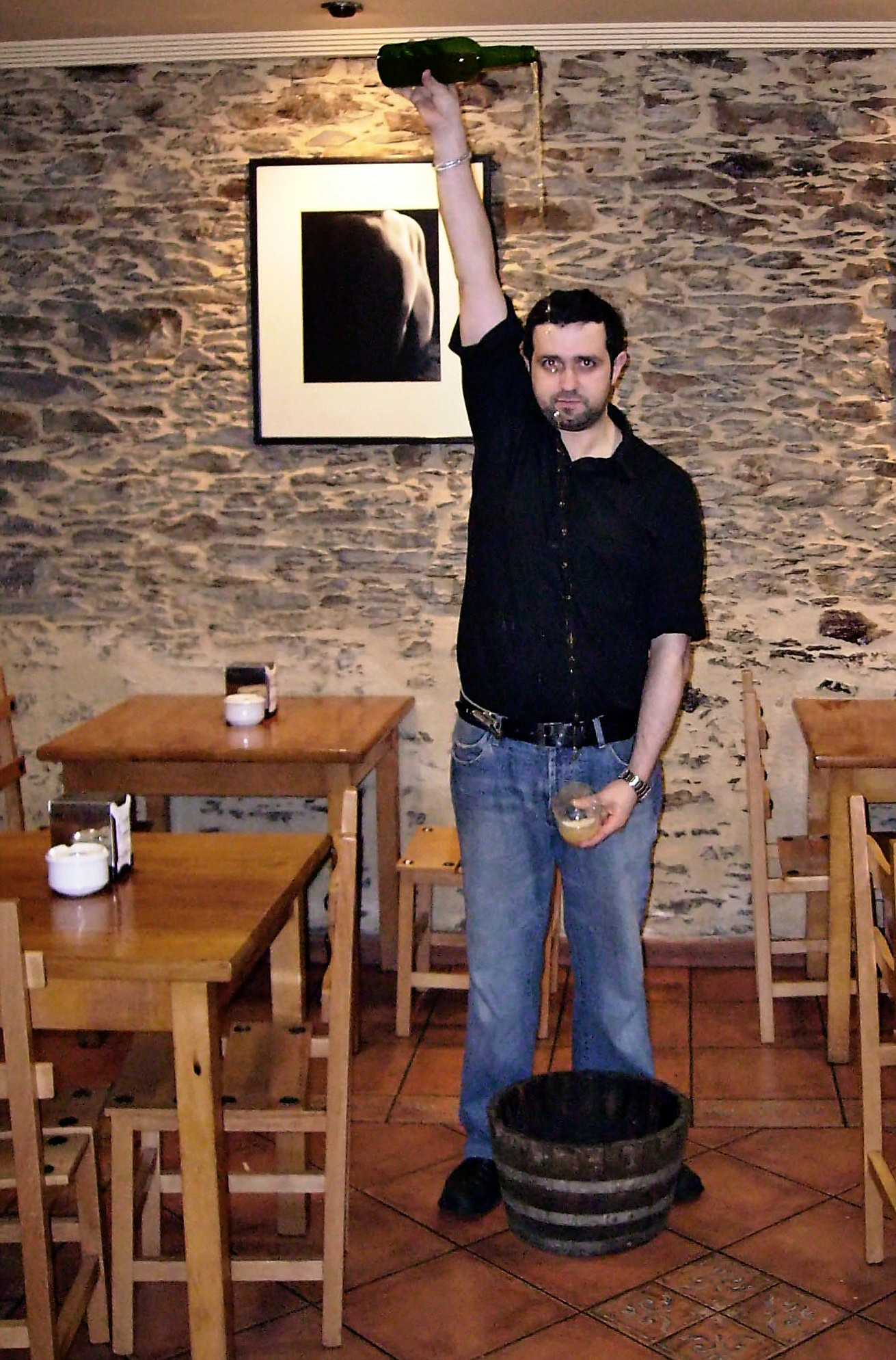
阿斯图里亚斯，用传统方式倒酒

但是西班牙最大的蘋果酒生产商是大西洋地区的阿斯图里亚斯，其产量超过了西班牙总产量的80%。阿斯图里亚斯地区的蘋果酒消费标准是每人每年54升，也许在任何欧洲地区都是最高的。比如，西班牙最著名的果酒是“El Gaitero”，这是一种发泡酒，更具有法国风味。这种蘋果酒，味甜，而且泡沫非常丰富。与传统工艺生产的蘋果酒不同，这种蘋果酒更像兰布鲁斯格酒。最近，在旧煤矿地区开始了一种新的苹果树栽培技术，这些煤矿在阿斯图里亚斯曾经起到过重要的作用。
关于阿斯图里亚斯地区酿酒的所作的最早证据，是由希腊地理学家斯特纳博在公元前60年代完成的。
虽然酿酒工艺有些变化，但是传统的阿斯图里亚斯果酒酒精度仍然在4–8%。传统意义上讲，sidrerías 和 chigres果酒主要在酒吧出售。虽然买到传统食物同时也可以买到其他饮料，但是这些酒吧仍然专门从事苹果酒的买卖。果酒是从高处倒入很宽大的玻璃杯中，而每次倒的酒量都不多。倒酒的时候，一只胳膊向上夹住酒瓶，另一只在下方夹住玻璃杯。这种倒酒技巧被称为escanciar un culín，这样倒酒可以让气泡进入酒中，产生一种像香槟酒一样的发泡味道，这种味道持续时间不长。

### 瑞典
瑞典的法律规定，商店不能卖果汁不足15%的蘋果酒。没有果汁或果汁不足15%的果酒通常被带有果酒特征的苹果或梨饮料 (Swedish)"Äpple-/Pärondryck med Ciderkaraktär所取代。瑞典果酒品牌有Rekorderlig, Kivik, Herrljunga Cider 和Kopparberg cider。大多数瑞典果酒与来自其他国家的传统果酒几乎完全不同。通常情况下，瑞典蘋果酒很甜，含有草莓味和水果香味，这使得瑞典蘋果酒更像是含有酒精的水果苏打水。

### 美国

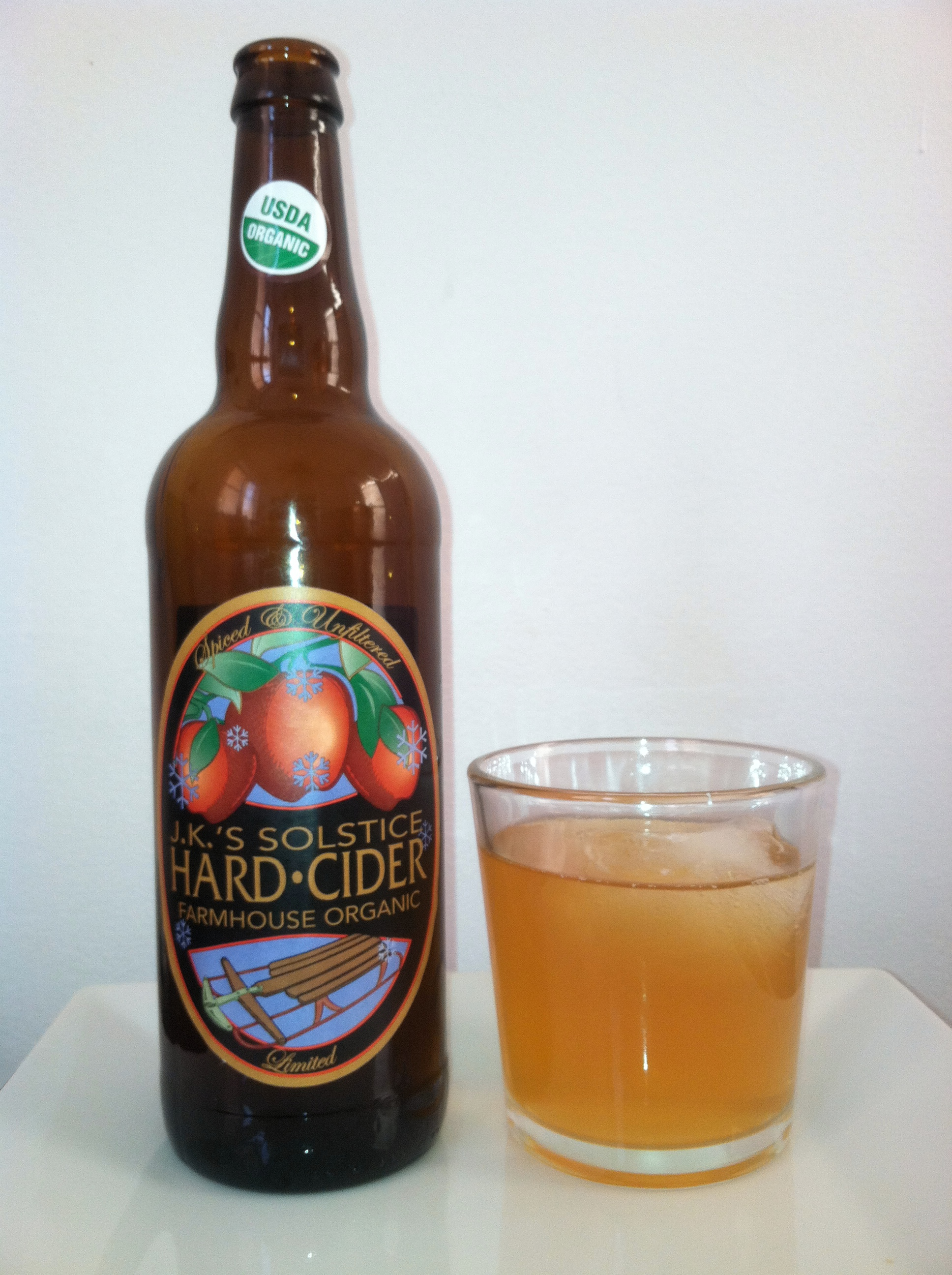
密歇根州酿造的一种苹果酒

殖民时代的美国，苹果酒被当作就餐时的主要原料，因为饮用水经常不安全。淡苹果汁是一种由蘋果酒渣生产的轻度的酒精饮料，在当时也可以买到。禁酒令颁布后一段时间，果酒一词指的是没有过滤，没有发酵的苹果汁。在当今社会，这个术语指的既是压榨的新鲜果汁，也是发酵产品，虽然发酵产品也被称之为苹果酒。同时，苹果汁指的是透明，过滤和消毒后的苹果产品。
例如，在宾夕法尼亚州，法律上可以把苹果酒定义为“一种通过压榨苹果产生的果汁，应该是琥珀色，不透明，未经过发酵处理，而且完全不含酒精。”假如在标签上使用了仿果酒字样，那么至少一半以上的文字应该用来描述其口味。仿果酒产品含有自然或人工色素和香精，色素和香精通常认为是安全的。酒精度超过0.15%的苹果汁可以划到蘋果酒行列。
蘋果酒还可以指代过滤发泡酒，比如“马提内利”发泡酒，曾经被宣称为“非酒精果酒”以招徕顾客。依照地域不同，马提内利可以当作蘋果酒或蘋果汁来售卖。
整个美国都生产含酒精蘋果酒，尤其是在密歇根州的新英格兰地区，纽约州北部，和美国西海岸，在俄亥俄州和宾夕法尼亚州出现了新的制造商。有些美国产品自称他们的果酒是在未发酵果汁中添加无味酒精酿造而成的。这种果汁原料是压榨的果汁苹果，而不是果酒苹果。
根据美国税收法规定，当果酒中加入糖或者其他水果，同时利用二次发酵来提升其酒精度时，就可以把果酒定义为苹果酒。

## 扩展阅读
- Farmhouse Cider & Scrumpy, Bob Bunker 1999 《农家果酒和苹果烈酒》
- Household Cyclopedia, 1881 《家庭百科全书》
- The History and Virtues of Cyder, R. K. French (Robert Hale 1982 - reprinted 2010) 《果酒的历史及其优点》